# Суров, Анатолий Алексеевич
Анатолий Алексеевич Су́ров (10 [23] апреля 1910, Павлодар — 12 ноября 1987, Москва) — русский советский драматург, театральный критик, журналист. Лауреат двух Сталинских премий второй степени (1949, 1951). Член ВКП(б) с 1939 года.

## Биография
Анатолий Суров родился в Павлодаре (ныне Казахстан). В 1929 году окончил среднюю школу. В 1929—1932 годы работал преподавателем обществоведения в средней школе, заведовал районным отделом народного образования. В 1933—1947 годы был на комсомольской работе в Семипалатинске, а затем в политотделе ВСЖД; корреспондент газеты «Гудок», редактор газеты «Сталинская смена» и ответственный секретарь «Казахской правды», член редколлегии и ответственный секретарь редакции «Комсомольской правды», редактор журнала «Комсомольский работник», ответственный секретарь журнала «Смена» и заместитель главного редактора журнала «Искусство». По воспоминаниям Н. Н. Месяцева, незадолго до Великой Отечественной войны Суров, будучи инструктором Ярославского обкома ВКП(б), обвинил первого секретаря обкома ВЛКСМ Ю. В. Андропова в связях с «врагами народа», и последнего от ареста спасло только заступничество А. Н. Ларионова.
Литературной деятельностью занимался с 1936 года. Опубликовал в периодической печати несколько статей и написал ряд пьес, которые в послевоенные годы были поставлены на сценах ведущих театров СССР. Некоторые постановки были удостоены Сталинских премий.
В конце 1948 года на всесоюзной творческой конференции некоторые докладчики, в частности театральный критик А. М. Борщаговский, неодобрительно отозвались о сочинениях ряда советских драматургов, в том числе Сурова. «Их выступления против монополизма в искусстве, — пишет А. В. Фатеев, — выражали те тенденции в их кругах, которые требовали определённой свободы, конкуренции с другими группами писателей, а также неприятие „квасного патриотизма“ бездарных писателей типа А. А. Сурова, дискредитирующих, пo мнению докладчиков, псевдотворчеством советскую драматургию». В частности, критике подвергались пьесы Сурова «Далеко от Сталинграда», «Большая судьба» и «Зелёная улица». Критика первых двух пьес инкриминировалась А. М. Борщаговскому и Ю. И. Юзовскому в знаменитой статье «Об одной антипатриотической группе театральных критиков», опубликованной в «Правде» 28 января 1949 года в ходе так называемой «борьбы с космополитизмом». Суров, как и многие другие литераторы, принял активное участие в этой кампании, в частности в выявлении «безродных космополитов» среди театральных критиков. А. В. Фатеев объясняет это тем, что в дотелевизионную эпоху именно критики формировали вкусы публики, они в известной степени воздействовали и на репертуар театров, что, в свою очередь, сказывалось на гонорарах драматургов. В ГИТИСе, где преподавали многие обвинённые в «космополитизме» искусствоведы и филологи, по воспоминаниям М. Н. Строевой, почти каждый день из СП СССР снаряжалась «специальная бригада „бойцов“ в составе А. Сурова, В. Залесского и Б. С. Ромашова, чтобы производить расчистку студенческих умов от „вредоносного“ влияния бывшей профессуры». «При этом Суров, — пишет Строева, — с похмелья тяжело взбираясь на сцену в большом зале, хрипло выкрикивал угрюмо молчавшей студенческой толпе: „Я с омерзением ложу руки на эту кафедру, с которой вам читали лекции презренные космополиты!“».
Позже Суров вместе с редактором газеты «Советское искусство» В. Г. Вдовиченко пытался обвинить в «космополитизме» также К. М. Симонова и Б. Л. Горбатова, и хотя доносам не был дан ход, Симонову на московском собрании драматургов и критиков пришлось специально заверить руководство партии в своей преданности. В 1953 году в связи с пьяной дракой Сурова и писателя М. С. Бубеннова, также борца с «космополитизмом», появилась приписываемая Э. Г. Казакевичу и А. Т. Твардовскому эпиграмма в форме сонета, которая заканчивалась словами: «Но, следуя теориям привычным, / Лишь как конфликт хорошего с отличным / Расценивает это партбюро».

По некоторым данным, занимался плагиатом и присвоением чужого литературного творчества. В частности, Ю. М. Нагибин утверждал, что Суров, «будучи заведующим отделом рабочей молодёжи в газете „Комсомольская правда“, присвоил пьесу своего подчинённого А. М. Шейнина „Далеко от Сталинграда“». Произведения, получившие Сталинские премии (пьесы «Зелёная улица» и «Рассвет над Москвой»), также написаны не Суровым — он хитростью и угрозами вынудил настоящих драматургов Николая Оттена и Якова Варшавского признать его авторство. Ещё категоричнее был Борис Лавренёв, записавший в 1955 году:
«Самостоятельно Суров за всю свою „литературную практику“ не написал ни одной строки, гнусно эксплуатируя чужой труд, выдавая его за свой, обворовывая подлинных авторов „его“ пьес на гонораре, получая за чужой труд Сталинские премии». 
После смерти его высокого покровителя, Сталина, пьесы Сурова в театрах не ставились. Он даже не был включён в Краткую литературную энциклопедию.
28 апреля 1954 года вместе с тремя другими писателями исключался из СП СССР за «аморальное поведение», (восстановлен в 1982 — ещё в апреле 1979 года А. М. Борщаговский в письме к В. Я. Курбатову провидчески написал: «…Остаётся только пригласить в кабинет Сурова, извиниться перед этим малограмотным авантюристом за случившееся когда-то исключение из Союза и вручить ему билет…».).

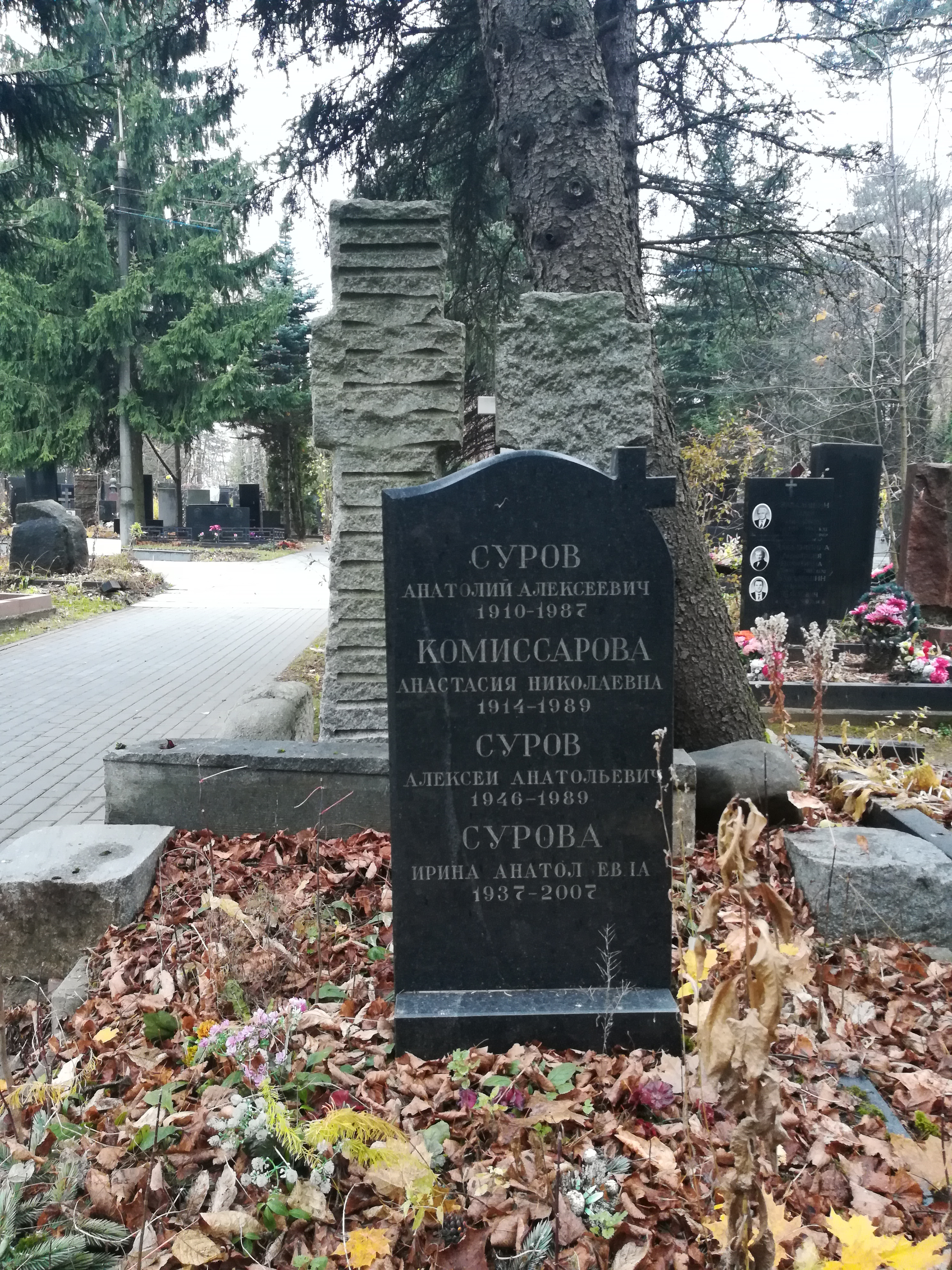
Могила на Кунцевском кладбище

Похоронен в Москве на Кунцевском кладбище (10 уч.).
- супруга — Анастасия Николаевна Комиссарова (1914—1989)
  - дочь Ирина (1937—2007)
  - сын Алексей (1946—1989)

## Творчество
- «Учительница»
- «Далеко от Сталинграда» (1946)
- «Зелёная улица» (М., Искусство,1949)
- «Обида» («Большая судьба») (М., Искусство, 1948)
- «Земляк президента» («Бесноватый галантерейщик») (М., Искусство, 1950)
- «Рассвет над Москвой» (1951)
- «Порядочные люди» (журнал «Октябрь», 1953)
- Одного кремня искры. М., 1963

## Награды и премии
- Сталинская премия 2 степени (1949) — за пьесу «Зелёная улица» (1947)[13]
- Сталинская премия 2 степени (1951) — за пьесу «Рассвет над Москвой» (1950)
- медали, в том числе «За оборону Москвы»[14]